# Norimberský hrad
Norimberský hrad je hrad v Norimberku. Leží na kopci na severním okraji vnitřního města, je součástí městského opevnění. Jedná se o dvojitý hrad, který se skládá z hradu Císařského (Kaiserburgu) a Purkrabského (Burggrafenburg).
Nejstarší části pocházejí z období kolem roku 1000. Během druhé světové války byl velmi poničen a následně opraven do původní podoby.